# Rachid Taha
Pour les articles homonymes, voir Taha.
Rachid Taha (arabe : رَشِيد طَهَ), né le 18 septembre 1958 à Saint-Denis-du-Sig (actuelle Sig, en Algérie) et mort le 12 septembre 2018 aux Lilas (Seine-Saint-Denis), est un chanteur et musicien franco-algérien ayant vécu la majorité de sa vie en France.
Le jeune conteur et chanteur en arabe, nostalgique de sa terre d'enfance souvent chaude et poussiéreuse, improvise sur des musiques new wave et participe de 1980 à 1982 à la création du groupe « Carte de Séjour » à Lyon. Un premier album en 1983, la reprise en 1985 de la chanson « Douce France » confèrent à cette formation une reconnaissance internationale.
Séparé de son groupe musical lyonnais à partir de 1989, Rachid Taha résidant à Paris ou dans sa périphérie, mais grand voyageur, poursuit une carrière solo, qui lui confère une notoriété exceptionnelle sur les scènes du monde, bien supérieure à celle de l'Hexagone. Sa musique est inspirée par différents styles qu'il a contribué à renouveler, tels que le raï, le chaâbi, la techno, le rock 'n' roll dans le contexte qui a suivi le mouvement punk avec la vague new wave au début des années 1980.

## Biographie

### Origines et famille
Ali Chérif Taha, père de Rachid originaire de Sidi Aïch (dans la région de Béjaïa) familier de la musique égyptienne et sa mère Aïcha originaire de Mascara appréciant le raï se sont rencontrés dans le district d'Oran. Dans un premier temps, son père s'exile seul pour trouver un emploi dans l'industrie textile vosgienne. Il s'installe d'abord à Sainte-Marie-aux-Mines en Alsace bien avant d'y faire venir sa famille. Lorsque Rachid, déraciné de l'Oranais, est à peine arrivé en France, à neuf ans, son père est engagé par le tissage Decouvelaere à Lépanges-sur-Vologne dans les Vosges.  En 1968, le reste de la famille  le rejoint dans la vallée de la Vologne et habite dans la cité ouvrière. Il fréquente les classes de transition de l'école laïque et étudie au lycée Jeanne d'Arc de Bruyères. À cette époque, il apprend réellement à écrire l'arabe et parler l'arabe littéraire, notamment en écoutant les chansons d'Oum Kalthoum appréciées par son père. Rapide et vif, Rachid a aussi une jeunesse sportive et insouciante : il est gardien de l'équipe de hand-ball de Lépange et joueur de football au club voisin de Cheniménil. Comme le maillot de l'équipe était invariablement vert, et qu'il avait les cheveux longs, ses déboulés d'ailier droit, combattant infatigable qu'il était au service du collectif, l'ont fait surnommer Rocheteau, selon ses dires. De ce temps de jeunesse, Rachid disait plus tard : « Jusqu'à la crise du textile, les Vosges, c'était pour nous comme une petite Amérique ». Le samedi soir, avec ses copains du même âge de la vallée de la Vologne, le jeune homme sortait s'amuser en boîte de nuit à Gérardmer. Ses copains vosgiens de Lépange, parmi lesquels le fils du tenancier du « Bar-restaurant de L'Est », Gérard Parisse, avait remarqué sa prédilection pour les bals animés par des orchestres, à l'instar de celui de Claude Poutot souvent présent dans la Vallée des Lacs[Laquelle ?]. Rachid restait captivé par les grandes javas, les musiques ayant les faveurs locales et la danse qui les illustre. Mais nul compagnon d'alors n'avait prévu qu'il deviendrait chanteur, malgré son admiration pour Léo Ferré et Joe Dassin.
Chaque année, depuis qu'il est en France, sa famille retourne en été dans la région d'Oran. Rachid se souvient des longs voyages vers le pays natal car son père qui conduisait exigeait qu'il reste éveillé pour lui lire les panneaux de circulation. Il a la double nationalité franco-algérienne.

### Carrière

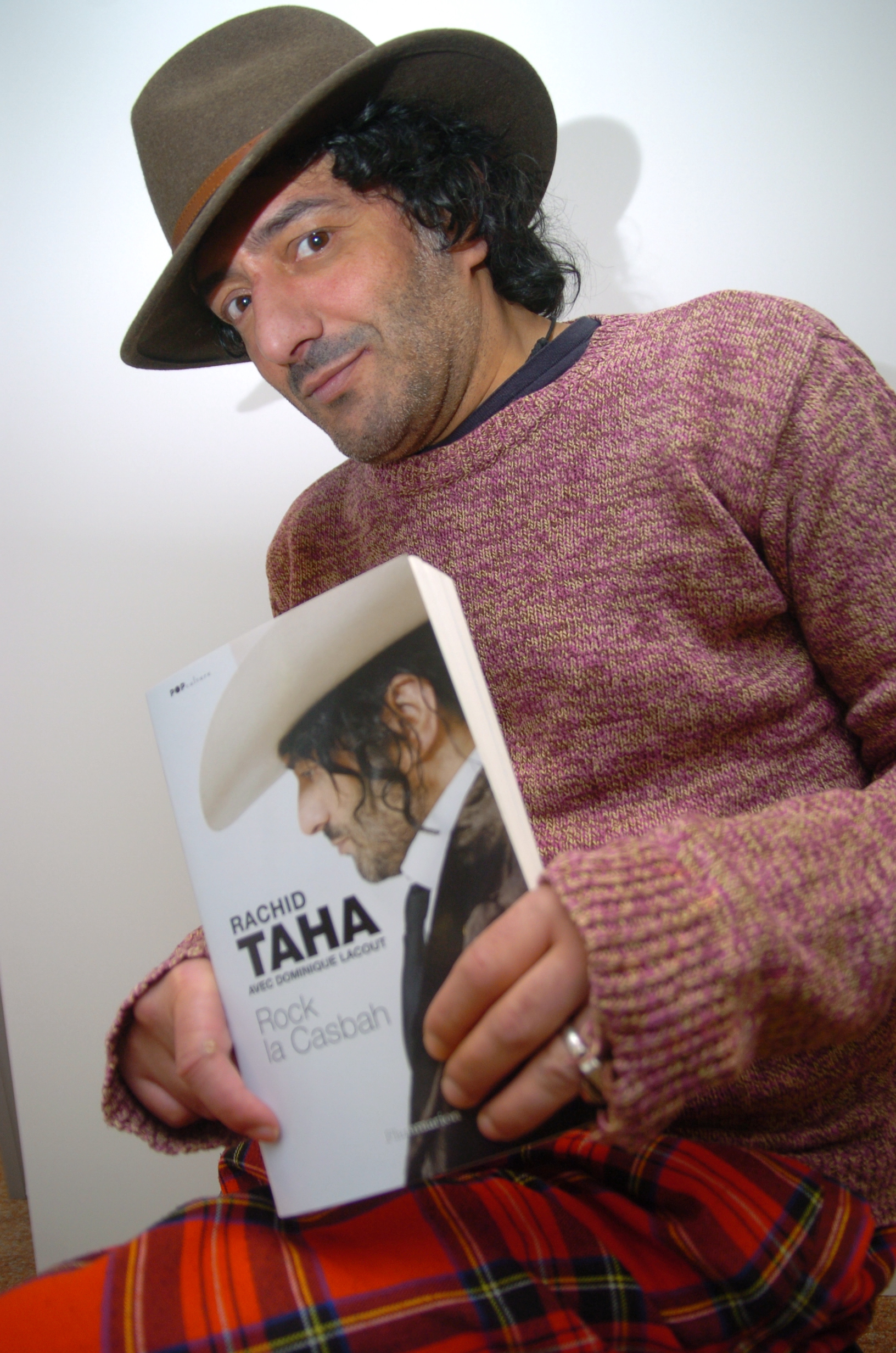
Rachid Taha pose avec son livre Rock la Casbah, le 12 mars 2008 à Paris.

Il entame des études de comptabilité. À 19 ans, il part chercher du travail, quitte les Vosges en crise et pendant dix-huit mois il fait du porte à porte pour vendre des livres de littérature française . Après cette période indépendante et solitaire, il rejoint ses parents qui habitent désormais les Minguettes à Vénissieux, près de Lyon, car son père licencié pour raison économique, a quitté avec sa famille la cité ouvrière vosgienne. Le jeune homme erre de stages en petits boulots, découvre le racisme ordinaire des milieux fortement urbanisés, s'improvise DJ « pour se défouler et passer sa colère » comme il le dira.
Rachid Taha s'installe en 1981 à Rillieux-la-Pape, où il travaille à l'usine Therm'x, c'est-à-dire chez Majorette, où il nettoie les petites voitures avant emballage. Il y rencontre deux opérateurs, Mohammed et Moktar Amini. Rachid Taha voudrait être batteur, mais Mohammed et Moktar l'incitent plutôt à écrire des textes et à chanter ses paroles. Ainsi  en 1980, après des essais laborieux dans un grenier de banlieue, ils initient ensemble le projet du groupe Carte de séjour. Le groupe prend une forme définitive en 1982 avec Jérôme Savy. L'ensemble prône la tolérance envers les immigrés et participe notamment à la Marche pour l'égalité et contre le racisme de Marseille à Paris.
En 1982, Rachid Taha et ses amis organisent des soirées où se retrouve la jeunesse lyonnaise, au son des musiques du monde, indiennes, africaines... et du rock anglais, dans le local de répétition du groupe, sur les pentes de La Croix-Rousse, à Lyon. Le groupe sort un premier album intitulé Rhorhomanie en 1984.
En 1986, Rachid Taha et Carte de séjour reprennent Douce France, une chanson que Charles Trenet interprétait en 1943 pour soutenir le moral des prisonniers français et des jeunes gens réquisitionnés pour le STO dans les territoires du Troisième Reich. L'album du groupe a été distribué aux députés de l'Assemblée nationale.
Le groupe se dissout en 1989 et Rachid Taha, quittant progressivement Lyon, entame avec la compagnie créatrice de Steve Hillage une carrière solo et enregistre son premier album Barbès en 1991.
En mai 1998, il sort Diwân futur disque d'or, qui compile des compositions chaâbi du chanteur de l'immigration des années 1970 Dahmane El Harrachi (le mythique Ya Rayah), de Hadj El Anka, de Akli Yahyaten, ainsi que de Nass El Ghiwane et Farid El Atrache. Rachid Taha revendique fréquemment l'héritage de Cheikha Remitti, dont il a repris de nombreux rythmes et mélodies. Quelques mois plus tard, en novembre 1998, il sort l'album live Un, deux, trois soleils en compagnie de Khaled et Faudel (notamment sur les tubes Ya Rayah et Abdel Kader). Il devient alors un chanteur mondialement reconnu, notamment avec le titre Ya Rayah. En février 1999, une réédition de l'album comprend deux titres supplémentaires dont la reprise de la chanson Comme d'habitude de Claude François.
Il enregistre avec Alain Bashung le titre Ode à la vie qui est publié sur la compilation Climax.
Il obtient sa première Victoire de la musique en 2001.
En 2004, il sort l'album Tékitoi, qui reçoit un bon accueil dans la presse en France et aux États-Unis. Cet album reprend le tube Rock the Casbah du groupe punk britannique The Clash, dans une adaptation Rock el Casbah qui est unanimement acclamée, : Mick Jones ayant déclaré préférer la version de Taha, qu'ils ont chantée ensemble plusieurs fois sur scène, notamment lors d'une session de l'émission Taratata sur France 4.

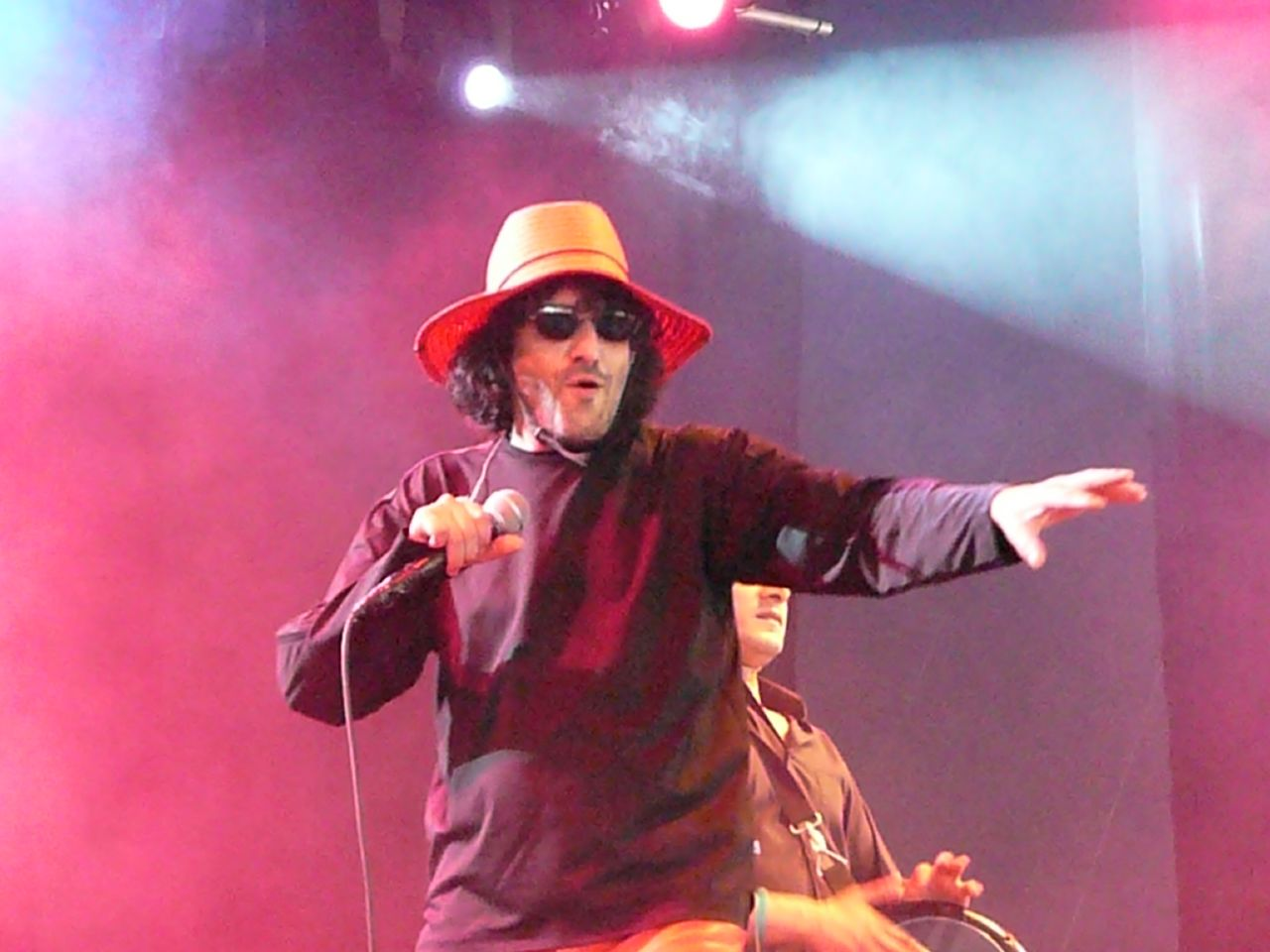
Rachid Taha en concert lors du festival Couleur Café de 2007 (Bruxelles).

En 2008, Rachid Taha interprète le rôle principal de Là où je pense, un court-métrage de Bénédicte Portal, réalisé à l'occasion de la collection Écrire pour un chanteur, lancée par Canal+. Cette même année, il collabore avec Rodolphe Burger pour le titre Arabécédaire et publie son autobiographie, Rock la Casbah.
Dans deux entretiens publiés en 2006 et 2007, Rachid Taha indique avoir entrepris des démarches en vue d'obtenir la nationalité française,, et déclare en 2010 « se sentir totalement français ». Pourtant dans Rock la Casbah, publié en 2008, il affirme n'avoir jamais voulu demander la nationalité française, en mémoire de son oncle tué par les militaires français pendant la guerre d'Algérie. En 2012, il assure ne toujours pas avoir la nationalité française.
En 2013 sort son neuvième album solo, Zoom produit par Justin Adams, qui contient notamment des hommages à Elvis Presley et Oum Kalthoum. Avec cet album, Rachid Taha fait encore une fois le tour du monde en donnant des concerts. Il s'entoure de nouveaux musiciens : Maxime Delpierre (guitare), Juan de Guillebon (basse) et Kenzy Bourras (claviers). Les autres musiciens, fidèles au chanteur, complètent l'équipe : Guillaume Rossel (batterie), Idriss Badarou (basse) et Hakim Hamadouche (mandoluth).
En 2015, Rachid Taha écrit en collaboration avec Kenzy Bourras des musiques de films français et fait aussi des apparitions dans ces films. Toujours en 2015, il reçoit un trophée des Victoires de la musique pour l'ensemble de sa carrière. En 2017, tout en donnant des concerts, il s'associe avec son ami Rodolphe Burger et crée le groupe CousCous Clan. Un nouveau batteur, Franck Mantegari, remplace Guillaume Rossel à ses côtés. En 2018, il se produit à l'Institut du monde arabe à Paris pour donner un concert unique en hommage à Dahmane El Harrachi.
Rachid Taha a également beaucoup collaboré avec le guitariste britannique Steve Hillage du groupe Gong, ce dernier a produit huit de ses albums, tout en jouant de la guitare et en s'occupant du mixage sur plusieurs d'entre eux.

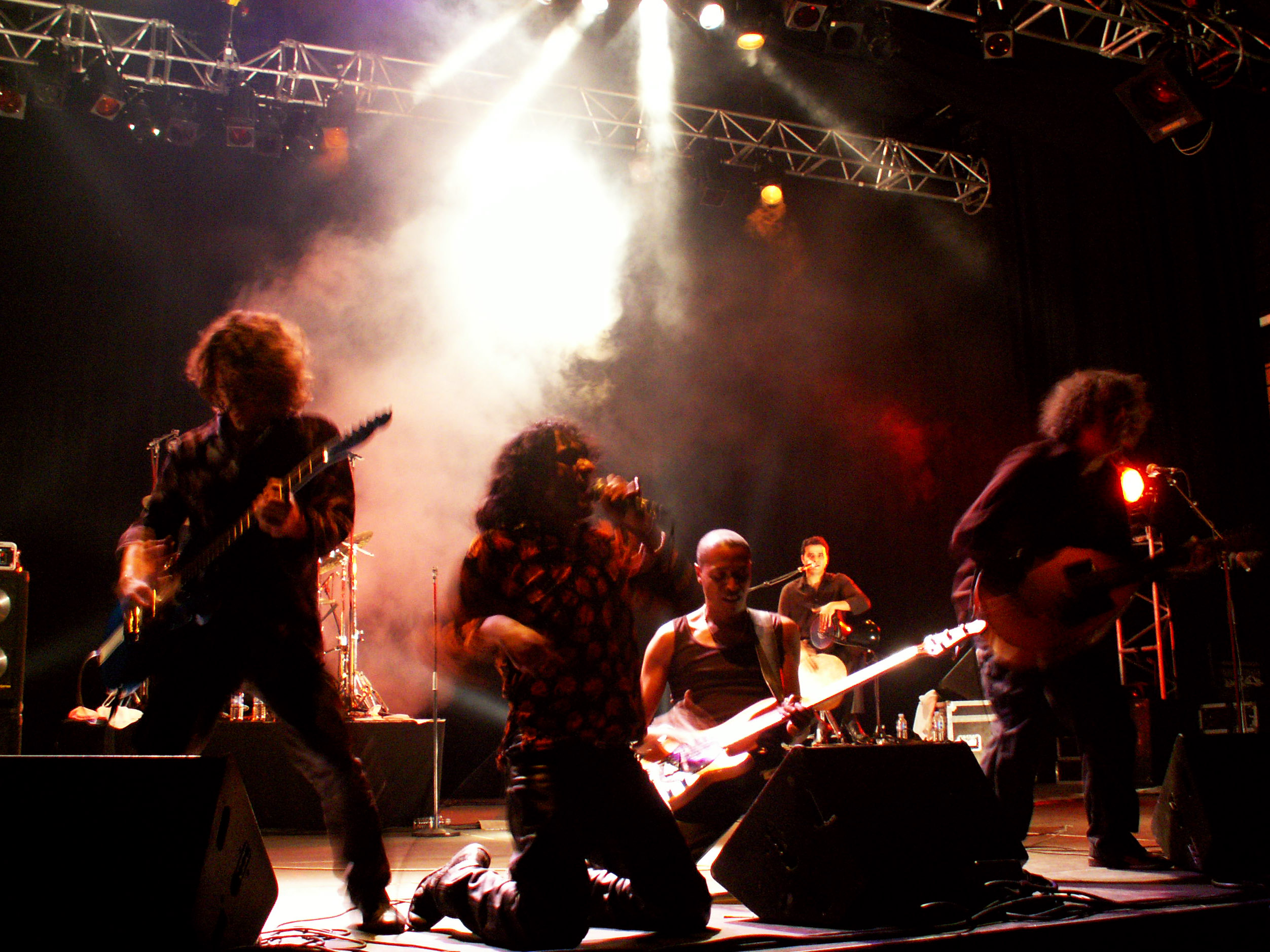
Rachid Taha en 2005.

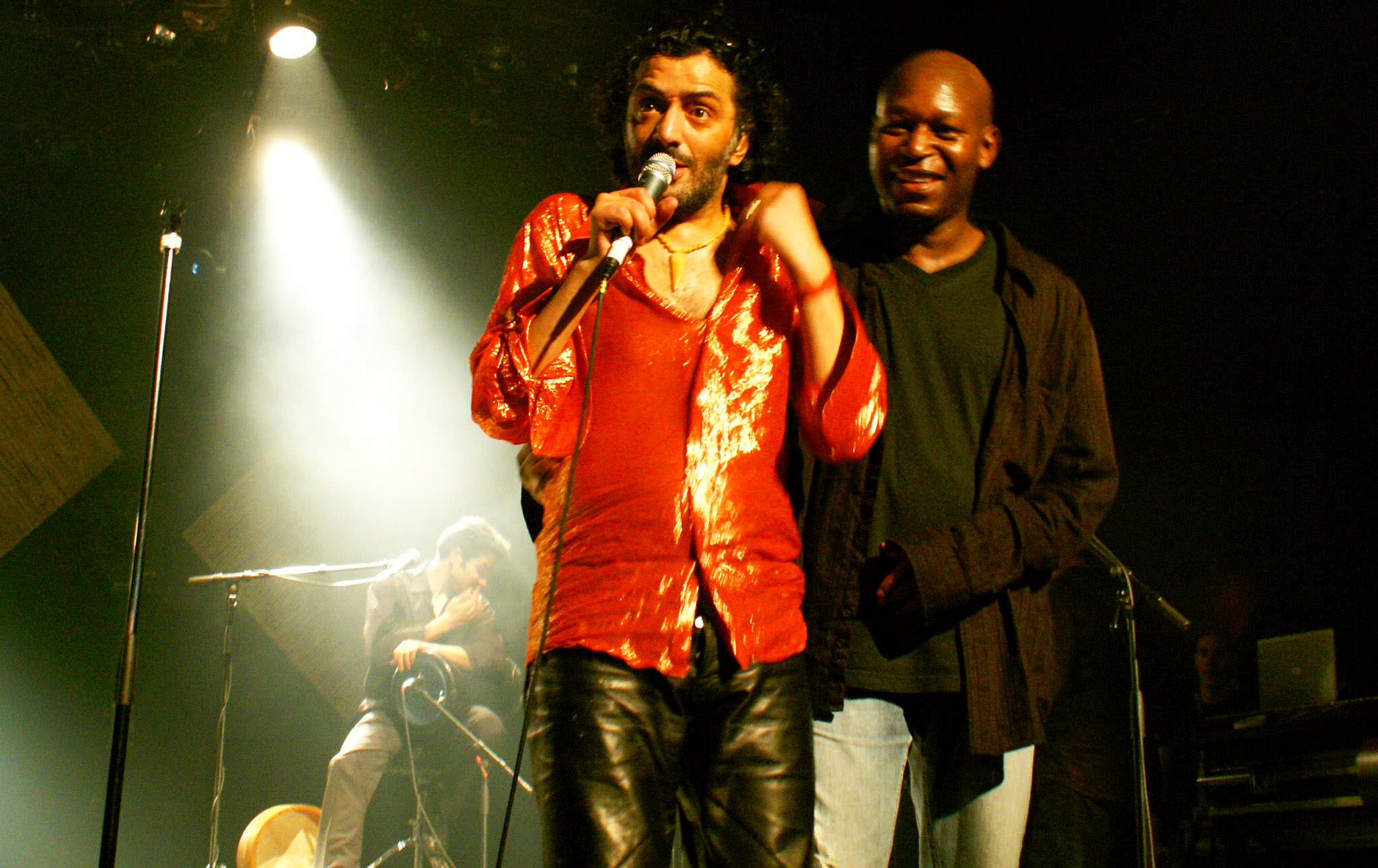
Rachid Taha avec Julien Jacob à Lorient en 2006.

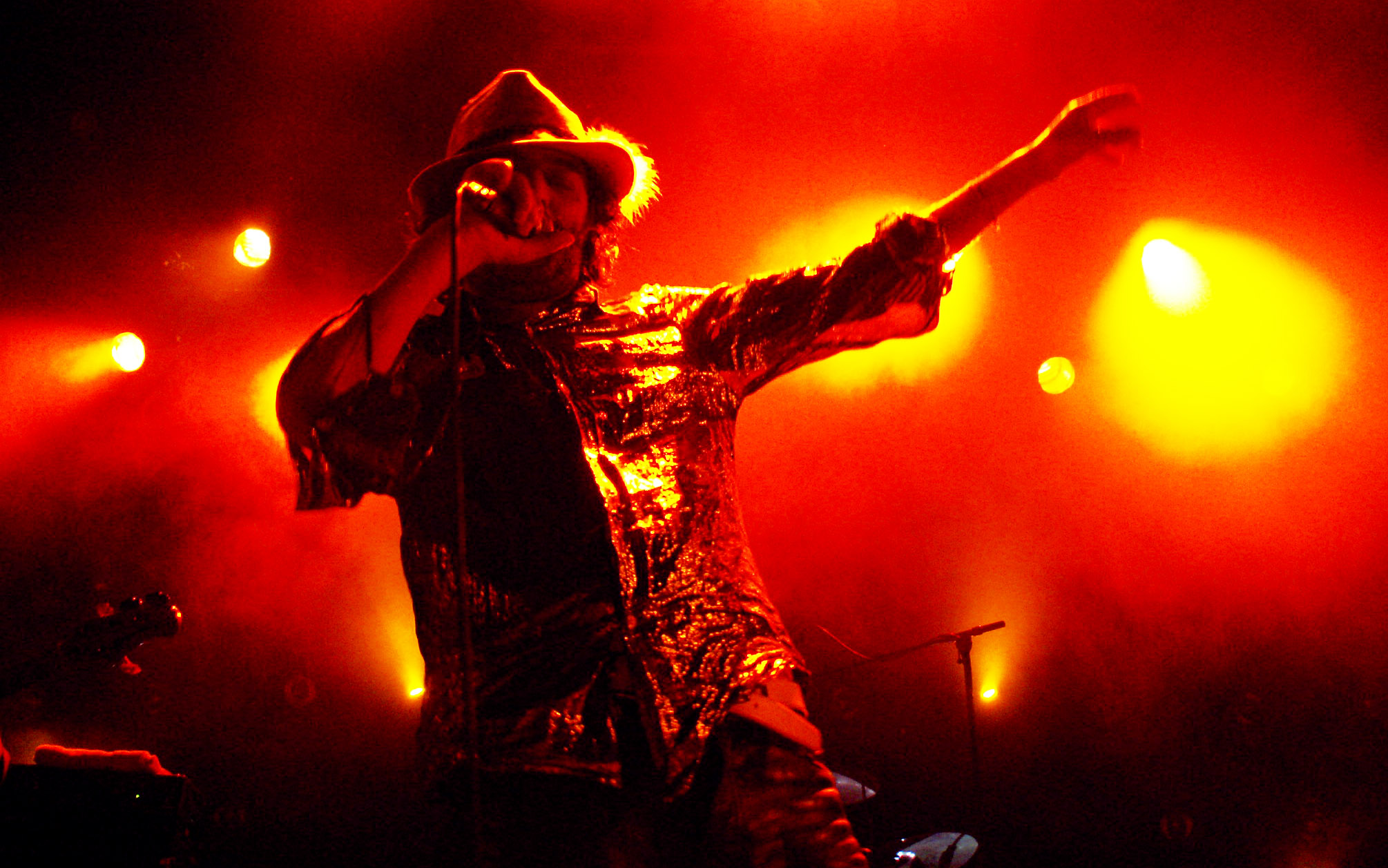
Rachid Taha au Chabada, Angers en 2007.

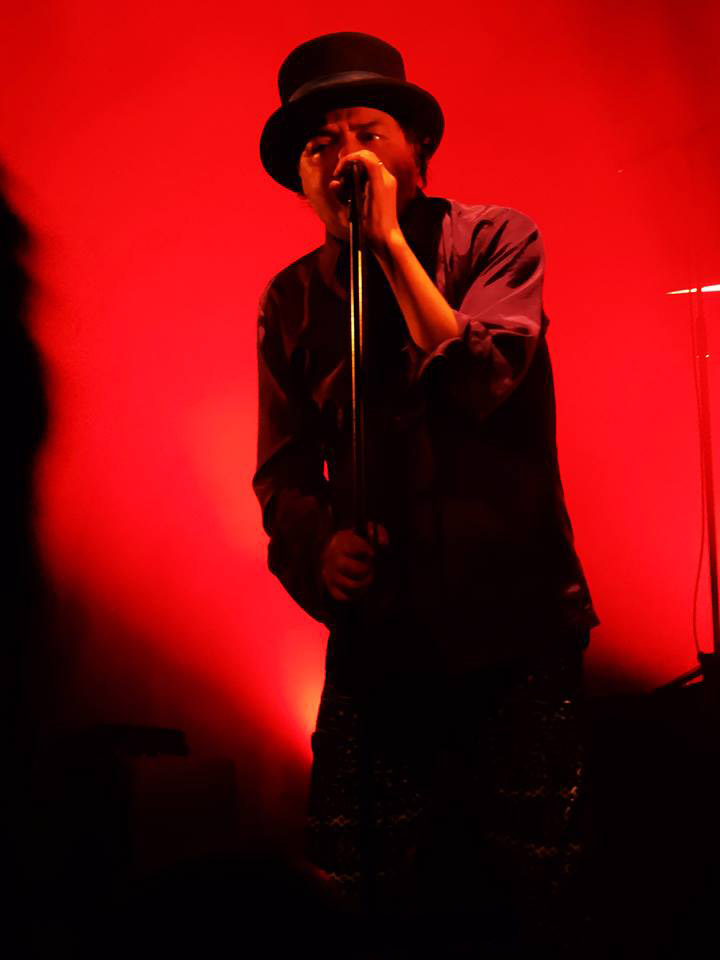
Rachid Taha en 2018.

### Maladie et mort
Rachid Taha a affirmé souffrir de la maladie d'Arnold-Chiari, diagnostiquée vers 1987. Il déclare : « J’en ai marre que les gens me prennent pour quelqu’un de « bourré » sur scène. Alors que ce sont les symptômes de la maladie d’Arnold-Chiari. Je titube, car je perds l’équilibre. Je vacille. Cela génère un dérèglement dans le corps. »
Rachid Taha meurt dans son sommeil dans la nuit du 11 au 12 septembre 2018, aux Lilas (Seine-Saint-Denis),, des suites d’une crise cardiaque.
Il est enterré à Sig. Ses amis lui rendent un hommage à Paris alors que la mort de l’artiste continue de susciter de nombreuses réactions en France, pays où il est arrivé à l’âge de dix ans,.

## Discographie

### Avec Carte de séjour
- 1983 : Carte de séjour (maxi 45 tours)
- 1984 : Rhorhomanie
- 1986 : Deux et demi

### En solo
- 1991 : Barbès
- 1993 : Rachid Taha
- 1995 : Olé Olé
- 1998 : Diwân (dont Ya Rayah)
- 2000 : Made in Medina
- 2004 : Tékitoi
- 2006 : Diwân 2
- 2009 : Bonjour (avec Gaëtan Roussel)
- 2013 : Zoom
- 2019 : Je suis africain (album posthume)

### Albums en public
- 1998 : Un, deux, trois soleils, avec Khaled et Faudel (notamment avec les chansons Ya Rayah et Abdel Kader), réédité en 1999 avec deux titres supplémentaires
- 2001 : Rachid Taha Live

### Compilations
- 1997 : Carte blanche
- 2007 : The Definitive Collection
- 2011 : Voilà voilà le Best Of
- 2023 : Cékilui

## Publication
- 2008 : Rock la Casbah, rédigé par Rachid Taha avec Dominique Lacout, Pop culture, Flammarion, février 2008, 348 pages.

## Filmographie
Sauf indication contraire, les informations mentionnées dans cette section peuvent être confirmées par les bases de données cinématographiques IMDb et Allociné,  présentes dans la section « Liens externes ».
Rachid Taha a composé quelques bandes originales pour le cinéma ou la télévision :
- 1995 : Toujours les filles souffriront d'amour (court métrage) de Lucie Phan et Béatrice Plumet
- 1999 : Premier Noël (court métrage) de Kamel Cherif
- 2005 : The Cat and the Clown (court métrage vidéo) de Vanessa Briggs
- 2007 : Morituri de Okacha Touita
- 2011 : Beur sur la ville de Djamel Bensalah
- 2012 : Cheba Louisa de Françoise Charpiat
- 2013 : Je vous ai compris (téléfilm) de Franck Chiche

Il a également joué dans quelques productions :
- 1990 : Le Lyonnais (série télévisée), épisode Taggers de Cyril Collard : Ali
- 2008 : Écrire pour un chanteur (série télévisée), épisode Là où je pense de Bénédicte Portal : Rachid
- 2010 : Between Two Fires d'Agnieszka Lukasiak (en) : le chanteur
- 2012 : Cheba Louisa, film de Françoise Charpiat : lui-même
- 2017 : Terrain vague (court métrage) de Latifa Saïd : le chanteur

### Émission de radio, présentation sur site de média télévisuel
- Rachid Taha, chanteur crossover (1958-2018), par Péroline Barbet et Vincent Decque, émission Une vie, une œuvre, France Culture
- Biographie musicale sut TV5 Monde

### Autres liens externes
- Ressources relatives à la musique :   - AllMusic
  - Billboard
  - Discogs
  - Last.fm
  - Munzinger Pop
  - MusicBrainz
  - Muziekweb
  - Rate Your Music
  - Songkick
  - Taratata
- Ressources relatives à l'audiovisuel :   - Africultures
  - Allociné
  - IMDb
  - Unifrance
- Ressource relative au spectacle :   - Les Archives du spectacle
- Ressource relative à plusieurs domaines :   - Radio France
- Notices d'autorité :   - VIAF
  - ISNI
  - BnF (données)
  - IdRef
  - LCCN
  - GND
  - Espagne
  - Pays-Bas
  - Israël
  - Norvège
  - Tchéquie